# Michael Showalter

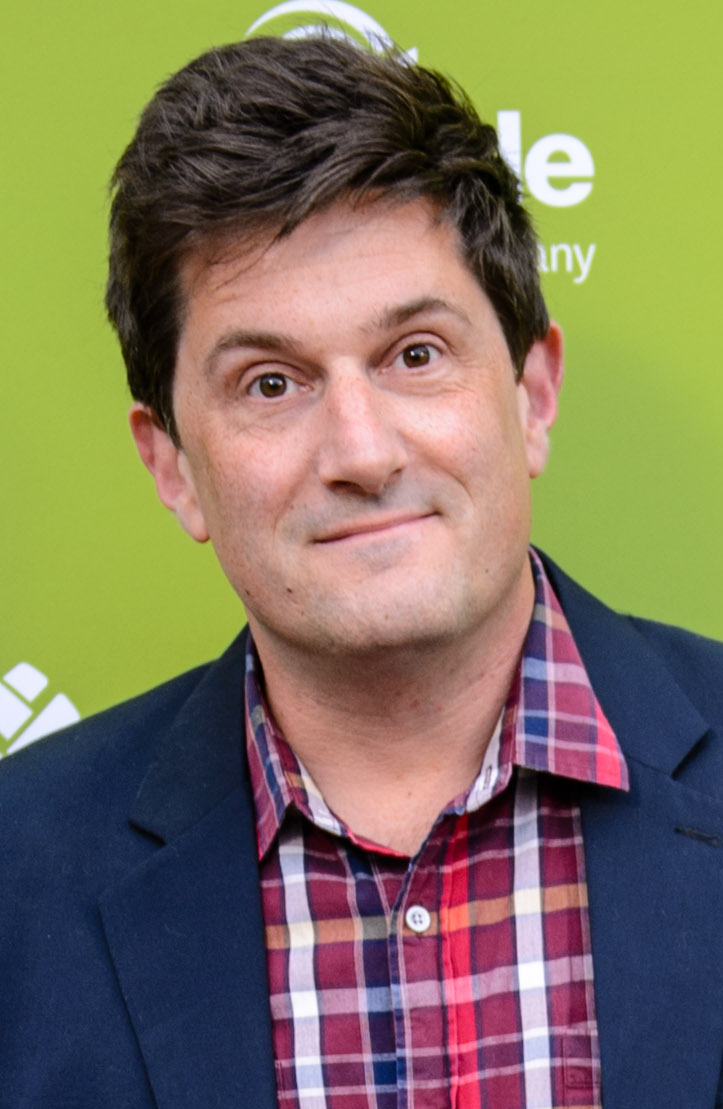
Michael Showalter beim Montclair Film Festival 2015

Michael Showalter (* 17. Juni 1970 in Princeton) ist ein US-amerikanischer Komiker und Schauspieler. Er ist außerdem Regisseur, Autor und Produzent von Filmkomödien und Comedy-Serien.

## Leben
Showalter ist Sohn der Literaturwissenschaftler Elaine und English Showalter. Seine vier Jahre ältere Schwester Vinca ist Redenschreiberin und war als solche u. a. in der Clinton-Administration tätig. 1988 begann Showalter ein Studium an der New York University. Später wechselte Showalter zur Brown University, wo er 1992 graduiert wurde.
Zu Beginn seines Studiums freundete Showalter sich mit David Wain an. Gemeinsam mit weiteren Kommilitonen gründeten die beiden die Sketch-Truppe The New Group, aus der 1992 The State wurde. Im folgenden Jahr begann die Produktion der ersten Folgen der gleichnamigen Comedy-Serie des Senders MTV, welche im Januar 1994 ausgestrahlt wurden. Zuvor hatte der Sender mit der Gruppe schon eine Serie namens You Wrote It, You Watch It produziert, für die Showalter und andere The State-Mitglieder die Drehbücher schrieben. Seit 1997 arbeiten Showalter, Wain und Michael Ian Black außerdem als Sketch-Gruppe Stella zusammen. Auch aus dieser Kooperation entstand eine gleichnamige Comedy-Serie, die 2005 auf Comedy Central gesendet wurde.
Vom 16. März 1997 bis 19. April 1998 reüssierte Showalter als Darsteller mehrerer Nebenrollen („männlicher griechischer Chor“) in der preisgekrönten Off-Broadway-Produktion der Uraufführung von Paula Vogels Komödie How I Learned to Drive. Sein Debüt als Regisseur gab Showalter 2005 mit dem Film The Baxter, in dem er auch die Hauptrolle übernahm. Seine romantische Filmkomödie The Big Sick, die Showalter im Januar 2017 auf dem Sundance Film Festival vorstellte, wurde von Kritikern vielfach gelobt.
Showalter ist verheiratet und wurde 2011 Vater von Zwillingen. An der Graduiertenschule für Film der New York University unterrichtet er Drehbuchschreiben.
Ende Juni 2023 wurde Showalter Mitglied der Academy of Motion Picture Arts and Sciences.

## Filmografie (Auswahl)
- 2001: Wet Hot American Summer (Co-Autor, Darsteller, Co-Produzent)
- 2002: Signs – Zeichen (Signs, Darsteller)
- 2005: The Baxter (Regie, Drehbuch, Hauptdarsteller)
- 2015: Hello, my name is Doris (Regie, Drehbuch, ausführender Produzent)
- 2017: The Big Sick (Regie)
- 2020: Die Turteltauben (The Lovebirds, Regie)
- 2021: The Eyes of Tammy Faye (Regie)
- 2024: Als du mich sahst (The Idea of You, Regie und Drehbuch)

## Auszeichnungen (Auswahl)
- 2017: Publikumspreis „Festival Favorites“ des SXSW Filmfestivals für The Big Sick[13]
- 2017: Publikumspreis „Prix du Public UBS“ des Locarno Filmfestivals für The Big Sick[14]